# Minería en India

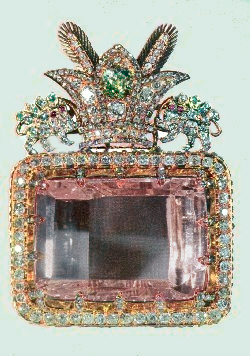
El diamante Darya-ye Noor de las Joyas de la Corona Iraní, originario de las minas de Golconda

La industria minera en la India es una actividad económica importante que contribuye significativamente a la economía de la India. La contribución al PIB de la industria minera es del 2.2% al 2.5%, pero, según el PIB del sector industrial total, aporta alrededor del 10% al 11%. Incluso la minería realizada a pequeña escala contribuye en un 6% al costo total de la producción de minerales. La industria minera de la India ofrece oportunidades laborales a unas 700000 personas.
En 2012, la India era el mayor productor del mundo de hojas de mica y en 2015 el cuarto mayor productor del mundo de mineral de hierro, alúmina, cromita y bauxita. Un proyecto de carbón y mineral de hierro se encuentra en la quinta reserva más grande del mundo. En el 2010 se estimó que la industria metalúrgica y minera de la India ascendía a 106.400 millones de dólares.
Sin embargo, la minería en India también es famosa por las violaciones de los derechos humanos y la contaminación ambiental. La industria se ha visto afectada por varios escándalos mineros de alto perfil en los últimos tiempos.

## Introducción
La tradición de la minería en la región es antigua y se modernizó junto con el resto del mundo cuando la India se independizó en 1947. Las reformas económicas de 1991 y la Política Nacional de Minería de 1993 ayudaron aún más al crecimiento del sector minero. Los minerales de la India comprende metálicos y no metálicos. Los minerales metálicos abarcan minerales ferrosos y no ferrosos, mientras que los minerales no metálicos comprenden combustibles minerales, piedras preciosas, entre otros.
D.R. Khullar sostiene que la minería en India depende de más de 3100 minas, de las cuales más de 550 son minas de combustible, más de 560 son minas para extracción de metales y más de 1970 son minas para extracción de no metales. La cifra dada por S.N. Padhi es: "alrededor de 600 minas de carbón, 35 proyectos petroleros y 6000 minas metalíferas de diferentes tamaños que emplean a más de un millón de personas por día". Se llevan a cabo operaciones de minería a cielo abierto y minería subterránea y se realizan perforaciones/bombeos para la extracción de combustibles líquidos o gaseosos. El país produce y trabaja con aproximadamente 100 minerales, que son una fuente importante de divisas y permiten satisfacer las necesidades internas. India también exporta mineral de hierro, titanio, manganeso, bauxita, granito e importa cobalto, mercurio, grafito, etc.
A menos que estén controlados por otros departamentos del Gobierno de la India, los recursos minerales del país son inspeccionados por el Ministerio de Minas de la India, que también regula la forma en que se utilizan estos recursos. El ministerio supervisa los diversos aspectos de la minería industrial en el país. Tanto el Servicio Geológico de la India como la Oficina de Minas de la India también están controlados por el ministerio. El gas natural, el petróleo y los minerales atómicos están exentos de las diversas actividades del Ministerio de Minas de la India.

## Historia

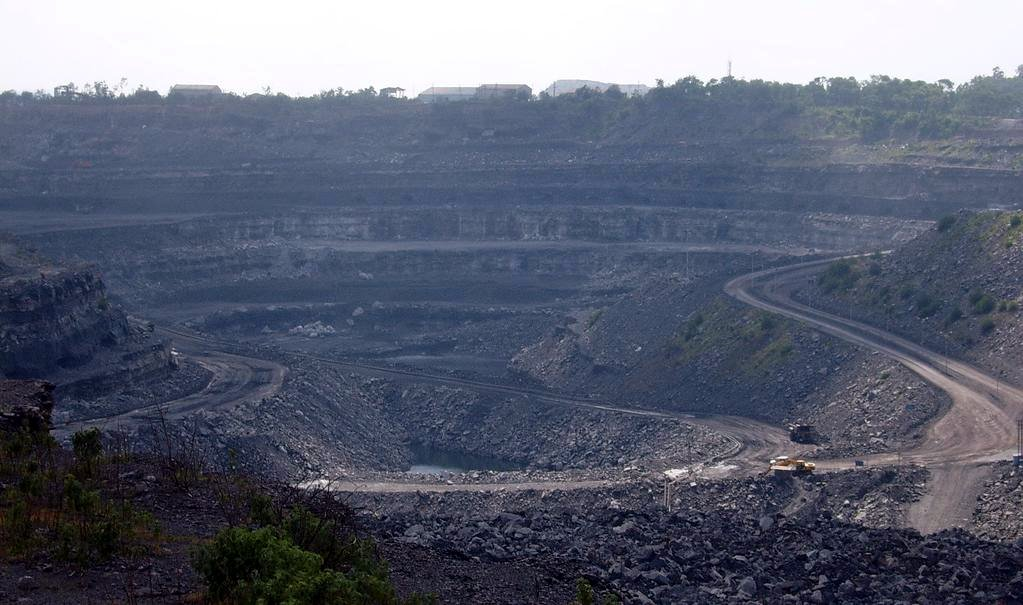
La producción de carbón de la India es la tercera más alta del mundo según las estimaciones del Ministerio de Minas de la India de 2008. Arriba se muestra una mina de carbón en Jharkhand.

El pedernal ya era conocido y explotado por los habitantes de la civilización del valle del Indo en el tercer milenio antes de Cristo. P. Biagi y M. Cremaschi de la Universidad de Milán descubrieron varias canteras de Harappa en excavaciones arqueológicas que datan de 1985-1986. Biagi (2008) describe las canteras: 'Desde la superficie, las canteras consistían en áreas vacías casi circulares, que representan los pozos de cantera, llenos de arena eólica, soplada de las dunas del desierto de Thar, y montones de bloques de piedra caliza, derivados de la actividad minera prehistórica. Alrededor de estas estructuras se observan talleres de pedernal, representados por dispersiones de copos de pedernal y hojas entre las que se encuentran los típicos núcleos de hojas alargadas de Harappa y los núcleos de bala característicos con desprendimientos de hojas muy estrechos. Entre 1995 y 1998, la datación por radiocarbono por espectrometría de masas con Acelerador de Zyzyphus cf. El carbón vegetal nummularia encontrado en las canteras ha proporcionado evidencia de que la actividad continuó en 1870-1800 a. C.
Los minerales son mencionados en la literatura de la India. George Robert Rapp, sobre el tema de los minerales mencionados en la literatura de la India, sostiene que:

Los textos sánscritos mencionan el uso de betún, sal de roca, oropimente amarillo, tiza, alumbre, bismuto, calamina, rejalgar, estibina, salitre, cinabrio, arsénico, azufre, ocre amarillo y rojo, arena negra y arcilla roja en las recetas. Entre los metales utilizados se encuentran el oro, la plata, el cobre, el mercurio, el hierro, los minerales de hierro, la pirita, el estaño y el latón. El mercurio parece haber sido el más utilizado y recibe varios nombres en los textos. No se ha localizado ninguna fuente de mercurio o sus minerales. Lo que lleva a la sugerencia de que puede haber sido importado.

## Distribución geográfica
La distribución de minerales en el país no es homogénea y la densidad mineral varía según la región. D.R. Khullar identifica cinco 'zonas' minerales en el país: la zona peninsular del noreste, la zona central, la zona sur, la zona suroeste y la zona noroeste,
```
Los detalles de las distintas 'zonas' geográficas se dan en la tabla siguiente:
[
14
]
```

| Zona mineral            | Ubicación                                                                                         | Minerales existentes |
| ----------------------- | ------------------------------------------------------------------------------------------------- | --- |
| Zona noreste peninsular | Meseta Chota Nagpur y la meseta de Orissa abarcan los estados de Jharkhand, West Bengal y Odisha. | Carbón, mineral de hierro, manganeso, mica, bauxita, cobre, cianita, cromita, berilio, apatita etc. Khullar denomina a esta región el corazón mineral de India y cita estados para afirmar que : 'del total de India esta región posee el 100 % de la cianita, el 93 % del mineral de hierro, 84 % del carbón, 70 % de la cromita, 70 % de la mica, 50 % de la arcilla refractaria, 45 % del asbestos, 45 % de la arcilla porcelana, 20 % del caliza y 10% del manganeso.' |
| Zona central            | Chhattisgarh, Andhra Pradesh, Madhya Pradesh y Maharashtra.                                       | Manganeso, bauxita, uranio, caliza, mármol, carbón, gemas, mica, grafito existen en grandes cantidades y el volumen neto de minerales en la región aún no se ha determinado. Este es la segunda zona más grande de minerales de India. |
| Zona sur                | Meseta de Karnataka y Tamil Nadu.                                                                 | Minerales ferrosos y bauxita. Poca diversidad. |
| Zona suroeste           | Karnataka y Goa.                                                                                  | Mineral de hierro, granate y arcilla. |
| Zona noroeste           | Rajasthan y Gujarat a lo largo de la montañas Aravalli.                                           | Minerales no ferrosos, uranio, mica, berilio, aguamarina, petróleo, yeso y esmeralda. |

A India aún le resta explorar en toda su dimensión la riqueza mineral de su territorio marítimo, cordilleras, y algunos estados por ejemplo Assam.

## Minerales

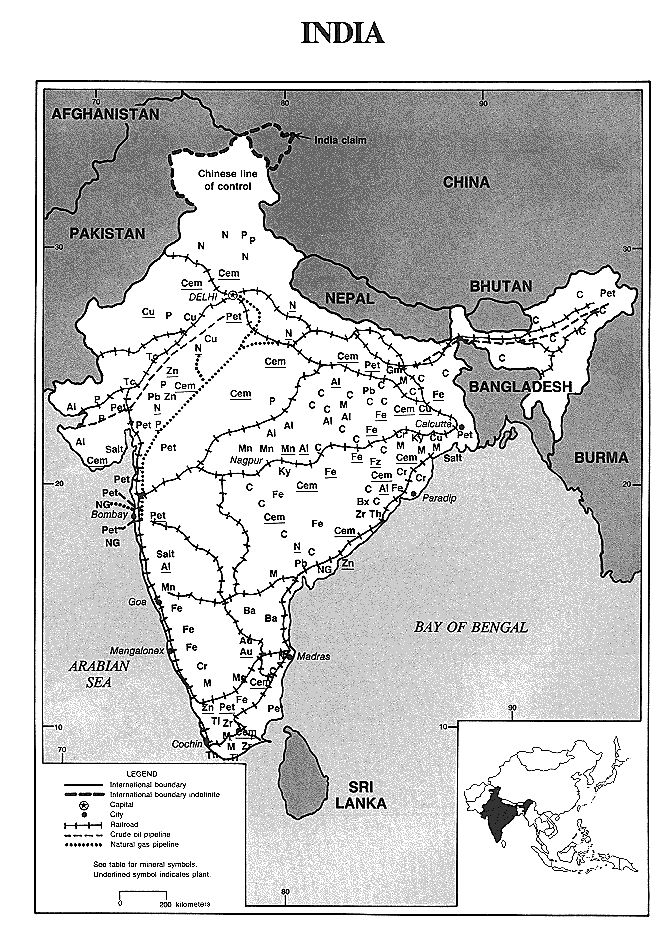
La distribución de minerales en India Jammu y Cachemira es parte de India según el Servicio Geológico de Estados Unidos.

Junto con un 48.83% de tierras cultivables, India tiene importantes fuentes de carbón (las cuartas reservas más grandes del mundo), bauxita, mineral de titanio, cromita, gas natural, diamantes, petróleo y piedra caliza. Según las estimaciones del Ministerio de Minas de 2008: "India ha aumentado su producción para alcanzar el segundo puesto entre los productores de cromita del mundo. Además, India ocupa el tercer lugar en producción de carbón y lignito, el segundo en baritas, el cuarto en mineral de hierro, el quinto en bauxita y acero crudo, el séptimo en mineral de manganeso y el octavo en aluminio".
India representa el 12% del torio conocido y económicamente disponible en el mundo. Es el mayor productor y exportador de mica del mundo, y representa casi el 60 por ciento de la producción neta de mica en el mundo, que exporta al Reino Unido, Japón, Estados Unidos de América, etc. Como uno de los mayores productores y exportadores de mineral de hierro del mundo, sus exportaciones mayoritarias se dirigen a Japón, Corea, Europa y Oriente Medio. Japón representa casi 3/4 de las exportaciones totales de mineral de hierro de la India. También cuenta con uno de los mayores depósitos de manganeso del mundo, y es líder en la producción y exportación de mineral de manganeso, que exporta a Japón, Europa (Suecia, Bélgica, Noruega, entre otros países) y a un menor extensión, los Estados Unidos de América.

### Producción
La producción neta de minerales seleccionados en 2015 según la Producción de Minerales Seleccionados Ministerio de Minas, Gobierno de la India se muestra en la siguiente tabla:
| Mineral              | Cantidad | Unidad                     | Tipo de mineral     |
| -------------------- | -------- | -------------------------- | ------------------- |
| Carbón y lignito     | 683      | Millones de toneladas      | Combustible         |
| Gas natural          | 32249    | Millones de metros cúbicos | Combustible         |
| Petróleo crudo       | 36.9     | Millones de toneladas      | Combustible         |
| Bauxita              | 28.134   | Millones de toneladas      | Mineral metálico    |
| Cobre                | 3.9      | Millones de toneladas      | Mineral metálico    |
| Oro                  | 1594     | Kilogramo                  | Mineral metálico    |
| Mineral de hierro    | 156      | Millones de toneladas      | Mineral metálico    |
| Plomo                | 145      | Mil toneladas              | Mineral metálico    |
| Mineral de manganeso | 2148     | Mil toneladas              | Mineral metálico    |
| Zinc                 | 759      | Mil toneladas              | Mineral metálico    |
| Diamante             | 31836091 | Quilate                    | Mineral no metálico |
| Yeso                 | 3651     | Mil toneladas              | Mineral no metálico |
| Caliza               | 170      | Millones de toneladas      | Mineral no metálico |
| Fosforita            | 1383     | Mil toneladas              | Mineral no metálico |

### Exportaciones

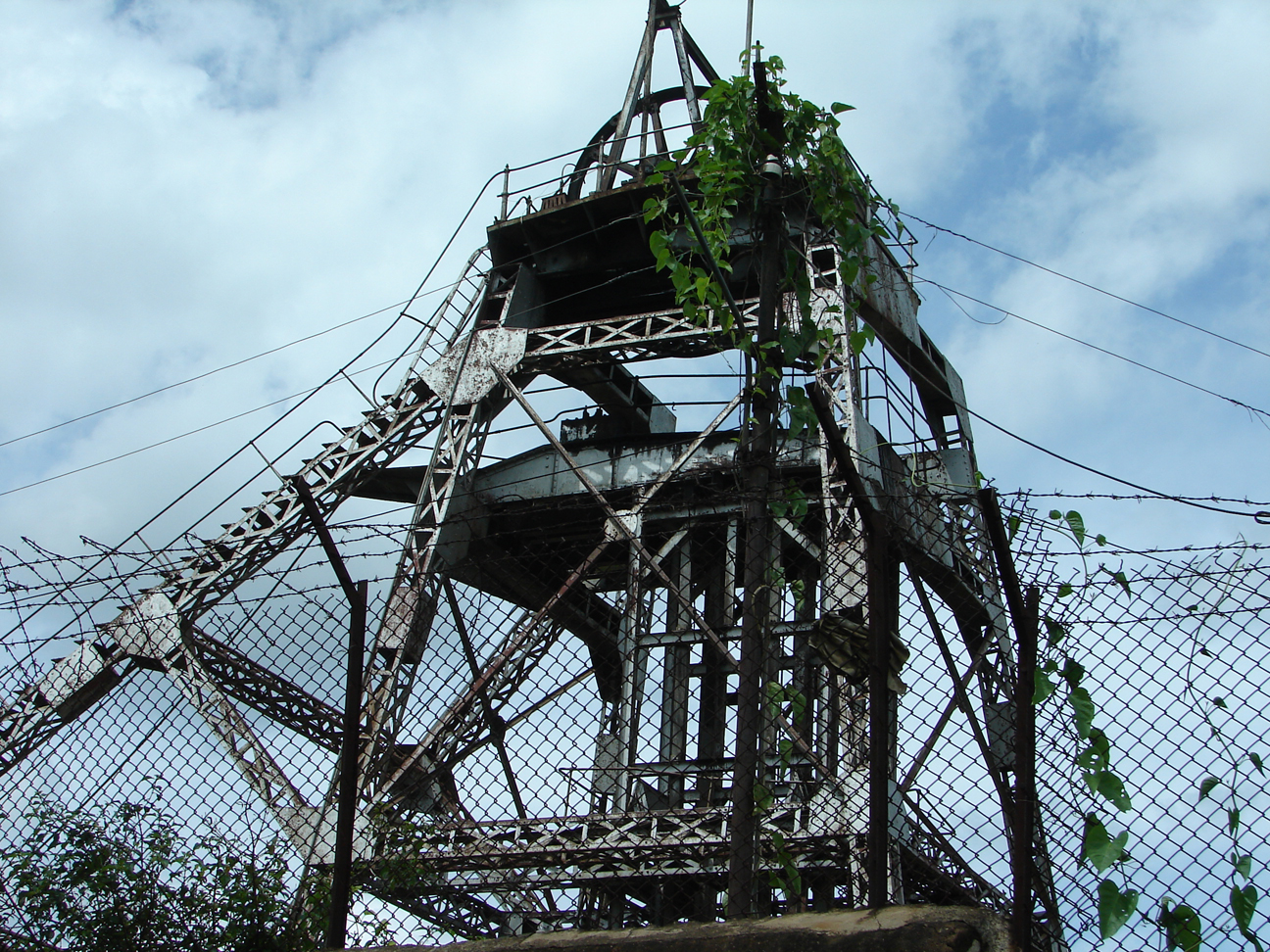
Pozo de mina en Kolar Gold Fields.

Las exportaciones netas seleccionadas de minerales en 2004-05 según el Ministerio de Minas de Exportaciones de Minerales y Minerales del Gobierno de la India se indican en el cuadro siguiente:
| Mineral              | Cantidad exportada en 2004-05 | Unidad    |
| -------------------- | ----------------------------- | --------- |
| Alúmina              | 896518                        | Toneladas |
| Bauxita              | 1,131,472                     | Toneladas |
| Carbón               | 1374                          | Toneladas |
| Cobre                | 18990                         | Toneladas |
| Yeso                 | 103003                        | Toneladas |
| Mineral de hierro    | 83165                         | Toneladas |
| Plomo                | 81157                         | Toneladas |
| Caliza               | 343814                        | Toneladas |
| Mineral de manganeso | 317787                        | Toneladas |
| Mármol               | 234455                        | Toneladas |
| Mica                 | 97842                         | Toneladas |
| Gas natural          | 29523                         | Toneladas |
| Azufre               | 2465                          | Toneladas |
| Zinc                 | 180704                        | Toneladas |

## Marco legal y constitucional
La India no es signataria de la Iniciativa de Transparencia en la Industria Extractiva [EITI]. Pero, a escala nacional, existe un marco legal y constitucional para gestionar el sector minero:
- Las directrices a nivel de política para el sector minero están dadas por la Política Nacional de Minerales de 2008.[22]
- Las operaciones mineras están reguladas por la Ley de Minas y Minerales (Desarrollo y Regulación) [MMDR] de 1957.[23]
- Los gobiernos estatales, como propietarios de minerales, otorgan concesiones mineras y cobran regalías, alquiler muerto y tarifas de acuerdo con las disposiciones de la Ley MMDR de 1957.[24] Estos ingresos se mantienen en el Fondo Consolidado del Gobierno del Estado hasta que la legislatura estatal aprueba su uso mediante procesos presupuestarios.[25]
- En un hecho reciente, la Corte Suprema ha dicho que "la propiedad de los minerales debe ser conferida al propietario de la tierra y no al gobierno".[26]

El tema de "regulación y desarrollo de minerales" ocurre en S.No. 23 de la lista estatal en el VII anexo a la Constitución. Sin embargo, la Constitución circunscribe este poder, al otorgar al Parlamento el poder bajo S.No. 54 de la lista Central en la VII lista, para dictar legislación, y en esta medida los Estados estarán obligados por la legislación Central. La Ley de Minas y Minerales (Desarrollo y Regulación) de 1957 es la principal legislación central vigente para el sector. La Ley fue promulgada cuando la Resolución de Política Industrial de 1957 era la política rectora del sector y, por lo tanto, estaba dirigida principalmente a proporcionar un régimen de concesión de minerales en el contexto de las empresas del sector público de fabricación de metales. Después de la liberalización en 1991, en 1993 se promulgó una Política Nacional de Minerales por separado que establecía el papel del sector privado en la exploración y la minería y la Ley MMDR se enmendó varias veces para establecer un régimen de concesiones razonable para atraer la inversión del sector privado, incluyendo IED, en exploración y minería de acuerdo con NMP 1993.
La Ley de Minas y Minerales (Regulación y Desarrollo) de 1957 (abreviadamente la Ley MMDR de 1957) se promulgó para establecer la reglamentación de las minas y el desarrollo de minerales bajo el control de la Unión. La Ley fue enmendada en 1972, 1986, 1994 y 1999 de acuerdo con los cambios en la política de explotación minera. La Ley de Enmienda de Minas y Minerales (Regulación y Desarrollo) de 1999, entre otras cosas, prevé (a) la introducción de un nuevo concepto de operaciones de reconocimiento distinto de la prospección; (b) delegación de poderes a los Gobiernos de los Estados para otorgar concesiones minerales para la piedra caliza; (c) otorgamiento de concesiones mineras en áreas no compactas y no contiguas; (d) liberalizar los límites máximos de área para licencias de prospección y arrendamientos mineros; (e) empoderar a los gobiernos estatales para que establezcan reglas para frenar la minería ilegal, etc.
La Ley fue modificada en el año 2015 con la intención de eliminar la discrecionalidad e introducir más transparencia en el otorgamiento de concesiones mineras. Las enmiendas ahora hechas a la Ley MMDR de 1957 establecen que las concesiones mineras se otorgarán únicamente sobre la base de una licitación en una subasta, para la etapa de prospección o etapa de extracción, según sea el caso.
Nuevas reglas de (subasta) de minerales notificadas en 2015 para los procedimientos de subasta. Las Reglas de Minerales (Evidencia de Contenido Mineral), también notificadas al mismo tiempo, especifican los requisitos técnicos.

## Problemas con la minería
Uno de los problemas más desafiantes en el sector minero de la India es la falta de evaluación de los recursos naturales de la India. Varias áreas permanecen sin explorar y los recursos minerales en estas áreas aún no se han evaluado. La distribución de minerales en las áreas conocidas es desigual y varía drásticamente de una región a otra. India también busca seguir el ejemplo de Inglaterra, Japón e Italia para reciclar y utilizar chatarra de hierro para la industria ferrosa.
La primera Política Nacional de Minerales (NMP) fue enunciada por el Gobierno en 1993 para la liberalización del sector minero. La Política Nacional de Minerales de 1993 tenía como objetivo fomentar el flujo de inversión privada y la introducción de tecnología de punta en exploración y minería. En la Evaluación de Medio Término del Décimo Plan Quinquenal, se observó que los principales factores responsables de la falta de éxito de la Política fueron las demoras procesales en la tramitación de las solicitudes de concesiones mineras y la ausencia de infraestructura adecuada en las áreas mineras. . Para examinar toda la gama de cuestiones relacionadas con el desarrollo del sector minero y sugerir medidas para mejorar el clima de inversión, la Evaluación de Medio Término había propuesto el establecimiento de un Comité de Alto Nivel. En consecuencia, la Comisión de Planificación del Gobierno de la India constituyó un Comité el 14 de septiembre de 2005 bajo la presidencia de Shri Anwarul Hoda, Miembro de la Comisión de Planificación. El Comité formuló recomendaciones detalladas sobre todos sus términos de referencia en diciembre de 2006. Sobre la base de las recomendaciones del Comité de Alto Nivel, en consulta con los gobiernos estatales, el Gobierno reemplazó la Política Nacional de Minerales de 1993 por una nueva Política Nacional de Minerales el 13 de marzo. 2008.
Bajo el Raj británico, un comité de expertos formado en 1894 formuló regulaciones para la seguridad minera y aseguró la minería regulada en la India. El comité también aprobó la primera ley de minas de 1901, que provocó una caída sustancial en los accidentes relacionados con la minería. Los accidentes en la minería son causados tanto por fenómenos naturales como provocados por el hombre, por ejemplo, explosiones e inundaciones. Las principales causas de incidentes que provocan lesiones graves o la muerte son la caída del techo, la explosión de gas metano, la explosión de polvo de carbón, la intoxicación por monóxido de carbono, los accidentes vehiculares, los incidentes relacionados con caídas/resbalones y acarreos.
En las últimas décadas, la industria minera se ha enfrentado a problemas de desplazamientos a gran escala, resistencia de los lugareños -como informa el periodista indio Aditi Roy Ghatak en la revista D+C Development and Cooperation-, problemas de derechos humanos como el trabajo por contrato según lo informado por la Lista de Bienes Producidos por Trabajo Infantil o Trabajo Forzoso y problemas ambientales como contaminación, corrupción, deforestación y peligros para los hábitats de los animales.

## Responsabilidad Social Corporativa

### Antecedentes
La minería juega un papel importante en la industria india, que aporta alrededor del 3% del PIB en la década de 1990 y alrededor del 2% del PIB en la actualidad. Goa, un estado de la India, tiene 1000 millones de toneladas de reservas de mineral de hierro y, por lo tanto, tiene una fuerte industria minera. Exporta alrededor de 30 millones de toneladas de mineral de hierro al año. A principios del siglo XXI, la demanda de mineral de hierro de China aumentó a una velocidad espectacular, en consecuencia, la exportación de mineral de hierro de Goa aumentó. Mientras tanto, el gobierno indio flexibilizó la regulación sobre el comercio de mineral de hierro. Estos aspectos, junto con otros factores como el contrato spot, dieron como resultado la duplicación de las exportaciones de mineral de hierro entre 2005 y 2010.
Para mantener la sostenibilidad de la minería, el gobierno indio estableció una serie de regulaciones incluidas en la Ley del Parlamento en 1987. Según la Ley del Parlamento, las empresas mineras tenían que obtener el arrendamiento por 20 años como máximo del gobierno de la India; de lo contrario, sus comportamientos mineros no estaban permitidos.

### Fundación RSE y Mineral de Goa
En lo que respecta a la responsabilidad social corporativa (RSC), el gobierno indio alentó a las empresas a emprender acciones sociales corporativas discretas. De acuerdo con la Ley de Empresas de 2013 de la India, todas las empresas debían invertir anualmente el 2% de sus ganancias netas en programas sociales. Las acciones sociales corporativas discretas significa que las acciones sociales corporativas no forman parte de la estrategia central de las empresas, por lo que es más probable que las empresas emprendan acciones sociales estableciendo su propia fundación.
Mineral Foundation of Goa (MFG) es una organización sin fines de lucro fundada por 16 operadores de minas el 12 de diciembre de 2000. El propósito principal de MFG es implementar su responsabilidad social ayudando a las comunidades y residentes cercanos al área minera de diversas maneras. Su apuesta más común fue invertir en proyectos sociales y ambientales, como la sostenibilidad ambiental, la atención médica y el apoyo educativo. Por ejemplo, MFG invirtió totalmente Rs. 10 millones de rupias en un proyecto de sostenibilidad ambiental entre 2000 y 2010. De alguna manera, contribuyeron mucho a la sociedad a través de estos proyectos, como la creación de estanques, la donación de libros y equipos a las escuelas. Sin embargo, MFG no estaba dispuesto a brindar más apoyo para mantener sus resultados. Por otro lado, los agricultores prefirieron recibir dinero de las empresas mineras, mientras que las empresas mineras querían brindar asistencia técnica.

### La prohibición
En 2010, la Comisión Shah visitó Goa y encontraron varios hechos importantes que existían en la industria minera de Goa. Algunas empresas mineras continuaban explotando incluso si sus contratos de arrendamiento estaban vencidos, algunas estaban explotando fuera del área de minería autorizada, algunas no respetaban la distancia requerida entre la sobrecarga y los canales de riego. Todos los aspectos anteriores dieron como resultado el hecho de que la producción de mineral de hierro excedió la producción permitida en más de un 15%. Sobre la base de estos impactos negativos causados por la industria minera, el gobierno estatal cerró las 90 minas de mineral de hierro en Goa. Más tarde, la Corte Suprema también prohibió temporalmente las operaciones mineras en Goa.

### Conclusión
La prohibición de la industria minera resultó directamente en una gran pérdida de ingresos del gobierno, que asciende a 8000 millones de dólares. Además, la prohibición de la minería también afectó el PIB de la India en 2013 y 2014, y también causó problemas sociales porque las personas que perdieron sus trabajos no estaban dispuestas a tomar sus ocupaciones anteriores, como la pesca y la agricultura.
Este caso muestra que cuando la estrategia central entra en conflicto con la responsabilidad social empresarial, los beneficios sociales generados por las empresas no garantizarán el normal funcionamiento de las empresas. En el caso de Goa, aunque algunas empresas y organizaciones mineras, como MFG, tomaron acciones sociales corporativas, la mayoría de las empresas mineras estaban más orientadas a las ganancias. Debido en parte a la falta de documentación y supervisión gubernamentales, los operadores de minas se volvieron más oportunistas, o sea las empresas se arriesgaban procediendo de manera ilegal con el fin de maximizar sus ganancias. Además, las acciones sociales pueden no ser suficientes. A pesar de que la calidad del agua mejoró algo, la concentración de mineral de hierro en el agua siguió siendo inaceptable en algún período.